# 庵原元政
庵原 元政（いはら もとまさ）は、戦国時代の武将。今川氏の家臣。之政とも記されるが、今川義元より偏諱を受ける以前の名乗りか。

## 略歴
駿河国庵原城主・庵原忠胤の子とされるが、庵原氏には多数の系図が現存し、忠胤と元政の関係には異説も多くその実態は未解明な部分が大きい。
永禄3年（1560年）、桶狭間の戦いで織田信長軍の急襲に遭い主君・今川義元共々討死したとも、生き残り永禄11年（1568年）の武田信玄による駿河侵攻に父・忠胤を大将に先陣の旗頭として出陣しているともされる。
後者の場合、元政は朝比奈泰朝、大原肥前守らと共に遠江掛川城において今川氏真を最後まで守った家臣の一人であるとされる。

## 関連作品
- 風林火山（2007年、NHK大河ドラマ、庵原之政役：瀬川亮）